# San Siro 2007
A San Siro 2007 Laura Pausini olasz énekesnő koncertfelvétele, ami a 2007. június 2.-ai Giuseppe Meazza Stadionbeli koncertet tartalmazza. Az albumot 2007. november 30-án adták ki.

## Dalok
CD 1 DVD
1. Io canto
2. Gente
3. Destinazione paradiso
4. E ritorno da te
5. Medley: Dove sei/ Mi libre canción /Come il sole all'improvviso (francia változat/ Benedetta Passione
6. La Solitudine
7. Ascolta il tuo cuore
8. Medley: La prospettiva di me/ Parlami
9. Medley: Víveme/ Vivimi
10. Tra te e il mare
11. Un' emergenza d'amore
12. Dispárame, dispara
13. Medley: Prendo te / She (Uguale a lei) / Cinque giorni/ Strani amori
14. Resta in ascolto
15. Due
16. Medley: La isla bonita / Y mi banda toca el rock
17. No me lo so spiegare (duett Tiziano Ferroval)
18. Medley: Quando/ In assenza di te / Surrender / Apaixonados como nós / Scrivimi / Favola
19. Le cose che vivi
20. Una storia che vale
21. Come se non fosse stato mai amore
22. Incancellabile
23. Credits
24. Backstage

CD 2 CD
1. Io canto  LIVE
2. Gente LIVE
3. Destinazinoe paradiso LIVE
4. Medley. Dove sei/Mi libre canción/Come il sole all'improvviso (francia változat)/ Benedetta passione LIVE
5. La Solitudine LIVE
6. Ascolta il tuo cuore LIVE
7. Medley: La prospettiva di me/Parlami  LIVE
8. Medley: Víveme/Vivimi LIVE
9. Medley: Predno te /She (Uguale a lei)/Cinque giorni/Strani amori LIVE
10. Dispárame, dispara LIVE
11. No me lo so spiegare (duett Tiziano Ferroval) LIVE
12. Y mi banda toca el rock LIVE
13. Medley: Quando/ In assenza di te / Surrender / Apaixonados como nós / Scrivimi LIVE
14. Come se non fosse stato mai amore  LIVE
15. Una storia che vale   LIVE